# 화이트홀궁

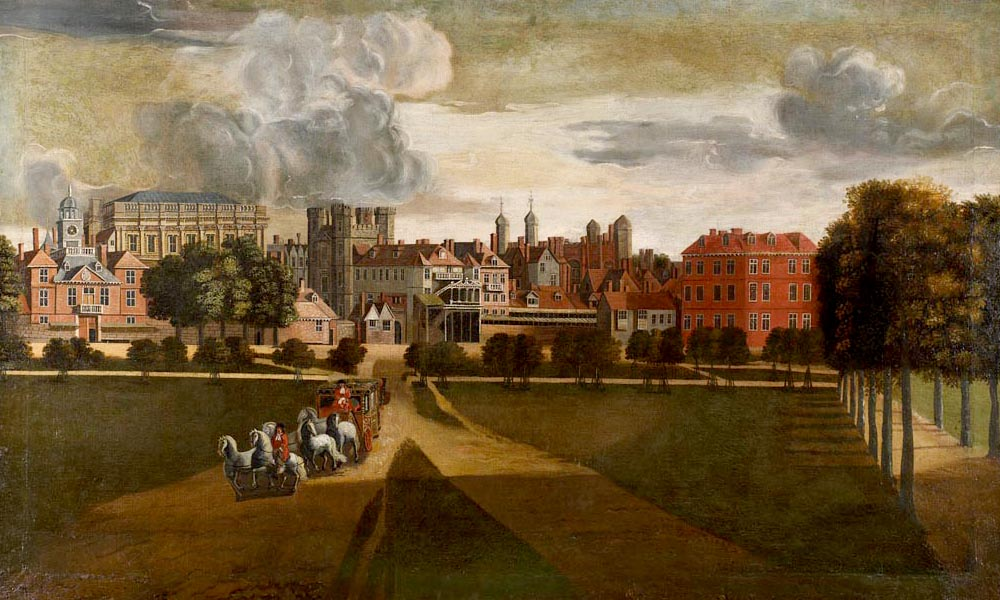
헨드릭 단케르츠가 그린 화이트홀 궁의 서쪽 외곽. 왼쪽으로 방케팅 하우스가 보인다.

화이트홀 궁(영어: Palace of Whitehall)은 영국 런던에 있었던 궁전으로, 과거 요크 대주교의 주교 궁전으로 사용되어 요크 궁(영어: York Palace)이라고도 한다. 1530년부터 1698년까지 잉글랜드 군주들의 주요 거주지였으나, 1698년 화재로 소실되어 현재는 1622년에 이니고 존스가 건축한 방케팅 하우스 만이 남아있다. 화재가 있기 전에 화이트홀 궁은 유럽에서 가장 규모가 큰 궁으로 방의 개수만 해도 1,500개가 넘었다.

## 같이 보기
- 궁전 목록